# Лабащук Оксана Василівна
Оксана Василівна Лабащук (нар. 8 листопада 1968, Протва (нині у складі м. Жукова), РРФСР) — українська літературознавиця, фольклористка, докторка філологічних наук (2014), професорка. Дружина Михайла Лабащука.

## Життєпис
Закінчила філологічний факультет Львівського державного університету імені Івана Франка (1991). Працювала науковою працівницею Тернопільського обласного краєзнавчого музею, викладачкою Академії технічно-гуманітарної в Бєльско-Бялій (Польща).
Нині у Тернопільському національному педагогічному університеті імені Володимира Гнатюка: асистентка, доцентка, тепер — професорка катедри теорії і методики української та світової літератури.
Член редколегії журналу «Наукові записки Тернопільського національного педагогічного університету імені Володимира Гнатюка. Серія: Літературознавство».
З травня 2024 року член редакційної ради художньо-аналітичного альманаху «Кременецький культурний контекст».